# María Auxilio Vélez
María Auxilio Vélez Restrepo (Andes, 12 de mayo de 1972) es una humorista, actriz, locutora e imitadora colombiana, reconocida por su trabajo en programas como Sábados felices y Voz populi.

## Biografía
María Auxilio Vélez nació en Andes, Antioquia. Desde su niñez se radicó a Villavicencio donde estudió en una escuela local. En 1990 comenzó su carrera en radio en Súper Estereo, emisora dirigida por el periodista Henry Pava Camelo. En 1994 se estableció en Bogotá para estudiar actuación en la Academia Charlot, de Consuelo Moure y Rubén di Pietro.
En el ámbito de humorista debutó en la televisión en Puerto amor y luego en N.N., bajo la dirección de Germán Escallón. Participó además en numerosas parodias de series y telenovelas de Caracol Televisión. En 2003 ingresó al elenco de Sábados felices con los humoristas Pedro González, Hassam y Juan Ricardo Lozano.
Logró reconocimiento en su país por sus imitaciones de personajes de la farándula colombiana como Margarita Rosa de Francisco, María Lucía Fernández o Amparo Grisales.

## Filmografía

### Cine
| Año  | Película                      | Personaje       |
| ---- | ----------------------------- | --------------- |
| 2019 | El coco 3                     | Marián Auxilito |
| 2017 | El coco 2                     | Marián Auxilito |
| 2017 | ¿En dónde están los ladrones? | Eloísa          |
| 2016 | El Coco                       | Auxilito        |

### Televisión
| Año       | Programa        | Personaje |
| --------- | --------------- | --- |
| 2012-2018 | Voz Populi      | Malú Reía Frenando, Amparo Grisales, Arnulfo Becerra Vaca, Gina Parody, Clara López Obregón, Vicky Dávila, Piedad Córdoba, entre otros |
| 2003-     | Sábados felices | Varios personajes |